# Cricotopus autumnalis
Cricotopus autumnalis är en tvåvingeart som först beskrevs av Jean-Jacques Kieffer 1925.  Cricotopus autumnalis ingår i släktet Cricotopus och familjen fjädermyggor.
Artens utbredningsområde är Tyskland. Inga underarter finns listade i Catalogue of Life.